# العضیلیه
العضیلیه (به عربی: العضیلیة) یک منطقهٔ مسکونی در عربستان سعودی است که در استان شرقی (عربستان سعودی) واقع شده‌است.